# San Felix de Valois (indijansko selo)
San Felix de Valois, Selo (rancheria) Kikima (Quiquima) Indijanaca koje se spominje u 18. stoljeću. Nalazilo se na lijevoj obali rijeke Colorado, između njenog ušćća i mjesta gdje joj se priključuje Gila, možda na granici Sonore i Arizone. 
Bilježi ga Bancroft u No. Mex. States I, 497, 1884 i Coues, Garces Diary, 177, 1900.